# Baker, Montana
Baker är administrativ huvudort i Fallon County i den amerikanska delstaten Montana. Orten hette ursprungligen Lorraine och döptes om till Baker efter ingenjören A.G. Baker. Namnbytet skedde år 1908 och fyra år senare upptäcktes olje- och naturgastillgångar i närheten av orten.

## Kända personer från Baker
- Irene Lentz, modeskapare